# Enrique Semo
Enrique Semo Calev (Sofía, Bulgaria; 30 de julio de 1930), científico social e historiador mexicano, historiador de la economía y ensayista político.

## Estudios y trayectoria
Estudió economía en la Escuela Superior de Derecho y Economía de Tel Aviv, Historia en la Facultad de Filosofía y Letras de la UNAM en la cual se recibió con mención honorífica en 1962, y obtuvo el título de doctor en Historia Económica en la Universidad Humboldt de Berlín, en la ya desaparecida República Democrática Alemana, con la mención de magna cum laude (1970).
Su alma mater ha sido la Universidad Nacional Autónoma de México (UNAM) desde de 1962. Actualmente es investigador emérito de esta institución y Premio Nacional de Ciencias y Artes 2014. También ha trabajado por periodos de más de un año en la Benemérita Universidad Autónoma de Puebla y en la Universidad Autónoma de Ciudad Juárez, la Universidad Humboldt de Berlín, la Universidad de Chicago y de Nuevo México en Alburquerque. Fue fundador de tres instituciones académicas: de la División de Estudios de Posgrado de la Facultad de Economía de la UNAM, en 1972, y de su programa de doctorado en 1976; del Centro de Estudios Contemporáneos en el Instituto Científico de la Benemérita Universidad Autónoma de Puebla en 1980 y de la maestría en historia regional en la Universidad Autónoma de Sinaloa, en 1984. 
Ha participado en la Dirección y Consejos editoriales de las revistas de ciencias sociales: Historia y Sociedad, Política, Historias, El Buscón, Dialéctica, Memorias, Fractal y Metapolítica.
Ha sido ensayista sobre temas políticos en periódicos y revistas durante periodos prolongados: El Día, Excelsior, El Universal, La Jornada y Proceso.
Ha sido jefe de Estadísticas del Seguro Agrícola Integral y Ganadero, Secretaría de Agricultura, de 1957 a 1960 y secretario de Cultura del Gobierno del Distrito Federal de 2001 a 2005.
Fue miembro del Comité Central del Partido Comunista Mexicano durante 17 años. Participante activo en las reformas del periodo 1960-1981 que incluyen la educación y formación de cuadros a través de reuniones del Comité Central y las Escuelas de Cuadros; la independencia de la Unión Soviética y el PCUS respecto a la política de los comunistas mexicanos; la integración del PCM a la vida político-electoral institucional; la construcción decidida de la unidad de la izquierda; la plena inserción del PCM en un periodo de ascenso de la democracia del país.

## Distinciones académicas
Medalla Hegel por mérito en la labor docente, otorgada por la Universidad Humboldt de Berlín, R.D.A., 1971. Receptor de la Beca Thinker, 1979-1981. Investigador Nacional del Sistema Nacional de Investigadores desde 1984. Receptor de la Beca Social Science Reaserch Council, 1984. Receptor de la Beca John Simon Guggenheim Memorial Foundation, 1987. Receptor de la Beca John D. and Catherine T. MacArthur Foundation, 1987. Título de Maestro Emérito por servicios especiales otorgado por la Universidad Autónoma de Ciudad Juárez (UACJ), 1992. Título doctor honoris causa, Benemérita Universidad Autónoma de Puebla (BUAP), 1997. Reconocimiento por su destacada contribución a la creación de la Maestría en Historia Regional, Universidad Autónoma de Sinaloa, Facultad de Historia, 1999. Maestro Emérito del Colegio de Jalisco, 2003. En 2014 la Secretaría de Educación Pública le otorgó el Premio Nacional de Ciencias y Artes en el área de Historia, Ciencias Sociales y Filosofía.

## Libros
- 500 años de la batalla por México-Tenochtitlan, UNAM/Itaca, México, 2021.
- La Conquista. Catástrofe de los pueblos originarios. Dos tomos, Siglo XXI Editores, Facultad de Economía, UNAM, México, 2018.
- México: del antiguo régimen a la modernidad. Reforma y Revolución, UNAM, México, 2016.
- Los orígenes. De los cazadores y recolectoras a las sociedades tributarias, en la colección Historia Económica de México Editorial Océano, México, junio de 2006.
- La Búsqueda 2. La izquierda y el fin del régimen de Partido de Estado 1994-2000, Editorial Océano, México, 2005.
- La Búsqueda. 1.- La izquierda mexicana en los albores del siglo XXI, Editorial Océano, México, 2003.
- Crónica de un derrumbe, las revoluciones inconclusas del Este, Edit. Grijalbo, México, 1991.
- Entre crisis te veas, Edit. Nueva Imagen, México, 1988.
- Viaje alrededor de la izquierda, Edit. Nueva Imagen, México, 1988.
- Historia mexicana: economía y lucha de clases, Edit. Era, México, 1978.
- La crisis actual del capitalismo, Edit. Ediciones de Cultura Popular, México, 1975.
- Historia del capitalismo en México I. Los orígenes 1521-1763, Edit. Era, (22 ediciones), México, 1973.
- Historia del capitalismo en México I. Los orígenes 1521-1763, Edit. SEP, México, 1973.
- Historia del capitalismo en México. Los orígenes 1521-1763, Edición japonesa, 1994.
- The history of capitalism in Mexico: The origins 1521-1763, University of Texas Press. Edición en inglés con nueva introducción 1993.

Coordinador de los libros:
- México: un pueblo en la historia, siete tomos, Alianza, 1989.
- Historia Económica de México, trece tomos Océano/UNAM, 2006.
- Siete ensayos sobre la hacienda mexicana, 1780-1880, Instituto Nacional de Antropología e Historia, 1977.